# Kettlotrechus
Kettlotrechus is een geslacht van kevers uit de familie van de loopkevers (Carabidae). De wetenschappelijke naam van het geslacht is voor het eerst geldig gepubliceerd in 2010 door Townsend.

## Soorten
Het geslacht Kettlotrechus omvat de volgende soorten:
- Kettlotrechus edridgeae Townsend, 2010
- Kettlotrechus marchanti Townsend, 2010
- Kettlotrechus millari Townsend, 2010
- Kettlotrechus orpheus (Britton, 1962)
- Kettlotrechus pluto (Britton, 1964)